# Ronnie Platt
Ronnie Platt (né le 24 février 1960) est un auteur-compositeur-interprète américain connu comme le chanteur du groupe Kansas . 
Il rejoint le groupe en 2014 en remplacement de Steve Walsh, faisant sa première apparition sur les albums The Prelude Implicit, et puis sur The Absence of Presence. Il a auparavant travaillé avec le groupe Yezda Urfa e Shooting Stars.

## Carrière
À la fin des années 80, il rejoint le groupe de rock progressif reconstitué Yezda Urfa, et partie en tant que chanteur et organiste jusqu'à leur dissolution, ajoutant des éléments de fusion au groupe; même alors, il a été artistiquement inspiré par certains grands organistes / chanteurs de l'époque, dont Donald Fagen.

## Discographie

### Kansas

#### Albums studio
- 2016 : The Prelude Implicit
- 2020 : The Absence of Presence

### En solo
- 2008 : You've Got Love